# Лентідіум
Лентідіум (Lentidium) — рід молюсків родини Корбулові (Corbulidae).

## Види
Містить три існуючих види і один вимерлий:
- † Lentidium complanatum (Lamarck 1822)
- Lentidium dalyfluvialis Hallan & Willan, 2010
- Lentidium mediterraneum (O. G. Costa, 1829)
- Lentidium origolacus Hallan & Willan, 2010